# Ceratophyus yatagaii
Ceratophyus yatagaii — викопний вид жуків-гнойовиків родини Geotrupidae. Відкритий у 2023 році. Належить до сучасного роду Ceratophyus.

## Скам'янілості
Добре збережений скам'янілий відбиток самиці завдовжки 25 мм знайдено у відкладеннях формації Сіобара у місті Насу-Сіобара у префектурі Тотіґі в Японії. Скам'янілість виявив учень під час уроку в середній школі з каменю, принесеного в клас. Горизонт датується тібанським віком (300 тис. років тому).

## Значення відкриття
Це перше відкриття скам'янілостей роду Ceratophyus і перше повідомлення про певний вимерлий вид із групи Сіобара. Рід Ceratophyus зараз фрагментарно поширений у Голарктичному регіоні світу, але відкриття скам'янілостей свідчить про те, що рід був широко поширений у всьому світі в середньому плейстоцені.